# شینری اونو
شینری اونو (ژاپنی: 大野 榛里؛ زادهٔ ۲۶ سپتامبر ۲۰۰۲) یک بازیکن فوتبال اهل ژاپن است.
از باشگاه‌هایی که در آن بازی کرده‌است می‌توان به باشگاه فوتبال گامبا اوساکا اشاره کرد.